# Royal Scottish Geographical Society
La Royal Scottish Geographical Society (abrégé RSGS ; nom que l'on traduirait par « Société royale écossaise de Géographie ») est une société savante créée en 1884 et basée à Perth en Écosse.
Cette société compte 2 500 membres et a pour but de faire avancer la science de la géographie tout autour de la planète  en encourageant les formations, la recherche et les expéditions au moyen d'une revue, le Scottish Geographical Journal, une lettre d'information nommée GeogScot et d'autres publications.
La société est basée dans quatorze villes écossaises : Aberdeen, Airdrie, Ayr, Dumfries, Dundee, Dunfermline, Édimbourg, Galashiels, Glasgow, Helensburgh, Inverness, Kirkcaldy, Perth et Stirling.

## Membres de la société
N'importe quelle personne peut faire partie de la société sans aucune discrimination de pays. Les membres de la société reçoivent gratuitement toutes ses publications et sont autorisés à avoir accès aux données de la bibliothèque de la société et de l'ensemble des informations disponibles.

## Présidents de la société
Cette liste reprend le nom des anciens présidents de la société.
- 1885-1891 : Archibald Primrose, 5e comte de Rosebery
- 1891-1894 : George Campbell, 8e duc d'Argyll
- 1894-1898 : Schomberg Kerr (9e marquis de Lothian), 9e marquis de Lothian
- 1898-1904 : John Murray
- 1904-1910 : James Geikie
- 1910-1914 : John Dalrymple (11e comte de Stair), 11e comte de Stair
- 1914-1916 : John Montagu-Douglas-Scott, 7e duc de Buccleuch
- 1916-1919 : Charles John Guthrie, lord Guthrie
- 1919-1925 : Edward Theodore Salveson, lord Salvesen
- 1925-1930 : Ronald Munro-Ferguson, 1er vicomte Novar
- 1930-1934 : Sidney Buller-Fullerton-Elphinstone, 16e lord Elphinstone d'Elphinstone
- 1934-1937 : Walter Hepburne-Scott, 9e lord Polwarth
- 1937-1942 : Harry Primrose, 6e comte de Rosebery
- 1942-1946 : D'Arcy Thomson
- 1946-1950 : Alan G. Ogilvie
- 1950-1954 : John Bartholomew
- 1954-1958 : Douglas A. Allan
- 1958-1962 : David Charteris (12e comte de Wemyss), 12e comte de Wemyss et 8e comte de March
- 1962-1968 : John Cameron, Lord Cameron
- 1968-1974 : Alick Drummond Buchanan Smith, baron Balerno
- 1974-1977 : Professeur Ronald Miller
- 1977-1983 : Professeur J. Wreford Watson
- 1983-1987 : John Arbuthnott, 16e vicomte d'Arbuthnott
- 1987-1993 : John Christopher Bartholomew
- 1993-1999 : George Younger, 4e vicomte Younger de Leckie
- 1999-2005 : Richard Scott, 10e comte de Dalkeith
- 2005-2012 : James Randolph Lindesay-Bethune, 16e comte de Lindsay
- 2012-présent : Iain Stewart (en)

## Médailles et prix
La Société récompense par un certain nombre de médailles des contributions exceptionnelles à la géographie et à l'exploration.
- Scottish Geographical Medal (précédemment la RSGS Gold Medal)
- Livingstone Medal
- President's Medal
- Mungo Park Medal
- Coppock Research Medal
- Geddes Environment Medal
- Shackleton Medal
- W.S. Bruce Medal
- Joy Tivy Education Medal
- The Newbigin Prize
- Bartholomew Globe

Anciens prix :
- RSGS Bronze Medal